# Josep Illa i Gras
Nascut a Tarragona el 20 de febrer de 1883, Josep Illa i Gras, va cursar els estudis eclesiàstics al Seminari d'Arquebisbat i va ser ordenat sacerdot el 21 de setembre de 1906.

## Biografia
Al 1909 es va presentar a un benefici de la Catedral de Lleida que comportava la direcció del cant gregorià, on ho va guanyar. Això va fer-lo traslladar-se de la seva residència a Lleida. Durant 28 anys va destacar en magisteri, sent moltes les generacions que van passar per les seves mans. L'escolania de la Catedral va ser la més beneficiada. El 22 de juliol de 1936 en esclatar la persecució religiosa, va ser detingut al seu domicili per un grup de milicians que amb el pretext de conduir-lo a les autoritats se'l havien d’emportar, però en canvi, el van matar de seguida al mig del carrer Estereries, disparant sobre elli acabant així amb la seva vida.

## Altres enllaços
- Parellada, A. S. I. (1996). La música a Lleida. Ressò de Ponent: revista de l’Ateneu Popular de Ponent, 136, 46-47. https://dialnet.unirioja.es/servlet/articulo?codigo=3549261